# 馮凝姿
馮凝姿（1937年—），是一名游泳運動員，主攻仰式、自由式項目，祖籍廣東東莞的香港人，叔父馮偉昌也是知名游泳運動員。她於1948年加入勵進會參與游泳訓練，1950年開始在學生比賽自由式項目獲得冠軍，此後則學習仰式，仰式成績也突飛猛進，曾獲得1950年代多項香港游泳賽事冠軍。後來被選為1954年亞洲運動會、1958年亞洲運動會中華民國游泳代表，1954年該屆因身體不適未能上場，1958年該屆與張宗慈、梁沼冰、區婉玲以5分50秒7獲得女子4×100公尺混合式接力項目銀牌，並與廖喜代、王雙玉、區婉玲以5分31秒5獲得女子4×100公尺自由式接力項目銅牌。